# 6. december
6. december er dag 340 i året i den gregorianske kalender (dag 341 i skudår). Der er 25 dage tilbage af året.
- Nikolaus dag. Nikolaus var biskop i Myra. Med tiden skabes mange historier om ham, blandt andet hvorledes han frelser nødstedte søfolk, han er børnenes ven, søfolkenes skytshelgen samt forbillede for Santa Claus (julemanden).
- Dagen er en af de uheldige i Tycho Brahes kalender.
- Finlands selvstændighedsdag
- Spaniens grundlovsdag
- Sinterklaas drager ifølge traditionen tilbage til Spanien med sin hjælper, Zwarte Piet

### Begivenheder
Født - Dødsfald
- 1492 - Christopher Columbus opdager den vestindiske ø Hispaniola
- 1813 - Tidligere statsminister Christian Ditlev Reventlow forlader sine embeder på grund af sine uoverensstemmelser med kong Frederik 6., men beholder dog posten i statsrådet.
- 1837 - Skarp eksamination - det vil sige forhør under tortur - forbydes ved lov i Danmark.
- 1867 - Odense hylder sin æresborger H.C. Andersen med et fakkeltog og efterfølgende festmiddag på rådhuset med 240 gæster. Kort forinden er han udnævnt til etatsråd og æresborger i Odense.
- 1877 - Thomas Edison demonstrerer den første grammofonoptagelse, idet han reciterer Mary Had A Little Lamb.
- 1904 - Verdens første julemærke udsendes. Det sker i Danmark efter idé af postmester Einar Holbøll.
- 1917 - Finlands Rigsdag godkender Senatets selvstændighedserklæring af den 4. december, med uafhængighed af Rusland til følge. Dagen i dag fejres som Selvstændighedsdagen, bl.a. med en tv-transmitteret stor militærparade og fest på præsidentslottet, samt uddeling af årets medaljer (2007: over 5.000) og tildeling af forskellige hæderstitler som bergsråd.
- 1917 - Skibet S/S Mont Blanc lastet med sprængstoffer vædres ud for havnen i Halifax i Nova Scotia, hvorved mere end 1.900 mennesker omkommer ved Halifaxeksplosionen
- 1926 - Benito Mussolini, italiensk diktator, indfører skat på ungkarle.
- 1929 - Kvinderne i Tyrkiet får valgret.
- 1938 - Frankrig og Tyskland indgår en ikke-angrebspagt og garanterer hinandens grænser.
- 1939 - England lover at støtte Finland med våben i deres kamp mod Sovjetiske tropper.
- 1941 - Franklin D. Roosevelt retter fredsappel til Japans kejser Hirohito - dagen efter angriber japanske fly Pearl Harbor.
- 1941   - Den russiske hær igangsætter en storstilet mod-offensiv mod de tyske tropper ved Moskva.
- 1956 - Island indgår aftale med USA om stationering af amerikanske tropper på øen.
- 1973 - Gerald Ford tages i ed som vicepræsident i USA.
- 1975 - Det islandske patruljeskib Thor vædres af en britisk slæbebåd efter at have kappet trawlet på et britisk fiskefartøj, der fisker indenfor 200 sømilegrænsen.
- 1992 - Schweiz stemmer nej til deltagelse i EU's økonomiske samarbejde.
- 1995 - MD Foods beslutter at nedlægge Københavns sidste mejeri, Enigheden på Nørrebro.
- 2002 - Dagbladet Dagen går i betalingsstandsning.
- 2003 - Lars von Trier modtager European Film Award som årets bedste europæiske instruktør.
- 2007 - Det europæiske rumagenturs første modul til Den Internationale Rumstation, Columbus leveres i forbindelse med STS-122.

### Født
- 1421 - Henrik 6., engelsk konge (død 1471).
- 1792 - Vilhelm 2., nederlandsk konge (død 1849).
- 1804 - Wilhelmine Schröder-Devrient, tysk operasanger (død 1860).
- 1874 - Nikoline Nielsen, dansk brygger (død 1951).
- 1885 - Birger Sjöberg, svensk digter, komponist, sanger og romanforfatter (død 1929).
- 1885   - Ernest Palmer, amerikansk filmfotograf (død 1978).
- 1886 - Joyce Kilmer, amerikansk soldat, forfatter og digter (død 1918).
- 1895 - Karmark Rønsted, dansk politiker og jurist (død 1982).
- 1896 - Ira Gershwin, amerikansk lyriker (død 1983).
- 1898 - Alfred Eisenstaedt, tysk-amerikansk fotograf og fotojournalist (død 1995).
- 1898   - Gunnar Myrdal, svensk økonom og modtager af Nobelprisen i økonomi (død 1987).
- 1914 - Carlo Panduro, dansk direktør og grundlægger (død 1994).
- 1919 - Christel, dansk tegner og illustrator (død 1992).
- 1920 - Mette Koefoed Bjørnsen, tidligere dansk forligsmand (død 2008).
- 1920   - Dave Brubeck, amerikansk musiker og komponist (død 2012).
- 1920   - Peter Dimmock, engelsk sportscaster (død 2015).
- 1924 - Helge Scheuer, dansk skuespiller (død 2011).
- 1929 - Nikolaus Harnoncourt, østrigsk dirigent og cellist (død 2016).
- 1930 - Gynther Hansen, dansk forfatter (død 2014).
- 1933 - Henryk Górecki, polsk komponist (død 2010).
- 1934 - Mogens Wenzel Andreasen, dansk oversætter, forfatter og musikekspert.
- 1942 - Herbjørg Wassmo, norsk forfatter.
- 1943 - Katja Miehe-Renard, dansk skuespiller.
- 1945 - Birgitte Stampe, dansk politimester.
- 1948 - Reinhardt Møbjerg Kristensen, dansk biolog.
- 1949 - Linda Barnes, amerikansk krimiforfatter.
- 1953 - Tom Hulce, amerikansk skuespiller.
- 1959 - Satoru Iwata, den fjerde præsident for Nintendo (død 2015).
- 1963 - Ulrich Thomsen, dansk skuespiller.
- 1965 - Gordon Durie, skotsk fodboldspiller.
- 1966 - Per-Ulrik Johansson, svensks golfspiller.
- 1968 - Karl Ove Knausgård, norsk forfatter.
- 1970 - Ditte Hansen, dansk skuespillerinde.
- 1976 - Lindsay Price, amerikansk skuespillerinde og sangerinde.
- 1978 - Mijailo Mijailović, serbisk-svensk morder.
- 1984 - Prinsesse Sofia af Sverige, svensk prinsesse.
- 1988 - Sandra Nurmsalu, estisk sangerinde.
- 1991 - Coco Vandeweghe, amerikansk tennisspiller.
- 1994 - Giannis Antetokounmpo, græsk basketballspiller.

### Dødsfald
- 1875 - Peter Heering, dansk købmand og likørproducent (født 1792).
- 1882 - Anthony Trollope, engelsk forfatter (født 1815).
- 1889 - Jefferson Davis, præsident for USA's sydstater (født 1808).
- 1892 - Werner von Siemens, tysk opfinder og virksomhedsleder (født 1816).
- 1904 - Johan Bartholdy, dansk komponist (født 1853).
- 1905 - Viggo Stuckenberg, dansk digter (født 1863).
- 1921 - Viggo Schulstad, dansk bagermester og fabrikant (født 1848).
- 1972 - Gunnar Strømvad, dansk skuespiller (født 1908).
- 1988 - Roy Orbison, amerikansk sanger og guitarist (født 1936).
- 1996 - Kurt Westi, dansk operasanger (født 1939).
- 2001 - Carla Hansen, dansk forfatter (født 1906).
- 2005 - Charly Gaul, luxembourgsk cykelrytter (født 1932).
- 2008 - Finn Henriksen, dansk filminstruktør (født 1933).
- 2014 - Ralph H. Baer, amerikansk spiludvikler (født 1922)
- 2017 - Johnny Hallyday, fransk rocksanger og skuespiller (født 1943).

|  | Denne datoartikel kan blive bedre, hvis der indsættes et (bedre) billede Du kan hjælpe ved at afsøge Wikimedia Commons for et passende billede eller uploade et godt billede til Wikimedia Commons iht. de tilladte licenser og indsætte det i artiklen. |